# オチャキウ
オチャキウ（ウクライナ語: Очаків、ロシア語: Очаков、オチャコフとも）は、ウクライナのムィコラーイウ州の都市で、オチャキウ地区の行政の中心地。市の領土の面積は1,249ヘクタール。人口は7,000人（2024年時点）。

## 地名の由来
オチャキウの名は、トルコの都市の名称に由来する。ロシア語（ウクライナ語）によって文字に起こされた後、現在の名称となった。

## 気候
4月から10月までに150日から160日ほど晴れの日があり、この期間の平均気温は25.7℃である。6月から8月にかけての平均気温は32.6℃である。年間を通して風が強く、年間平均風速は6.5から8.4 m/sである。暖かい期間の水温は24℃から26℃ほどである。 

## 歴史
オチャキウはロシア帝国によって黒海北部沿岸の戦略的前哨基地となった。1735年から1739年までのオーストリア・ロシア・トルコ戦争の後、黒海北岸におけるトルコ艦隊の重要な基地となる。
1792年、破壊されたトルコの要塞跡地に都市が建設され、オチャキウの港湾都市としての立場が確立された。
第一次世界大戦中、オチャキウにあった要塞は、海からの侵入を防ぐための戦略基地として利用された。
ロシア革命後はウクライナ人民共和国の領土となった。1928年から1937年までにはいくつかの軍事基地が建設された。
2022年ロシアのウクライナ侵攻では、直接ロシア軍の占領下に入ることはなかったが、しばしばロシア軍の砲撃にさらされた。2022年6月28日には、住宅地が砲撃を受けて6歳の子どもを含む3人が死亡している。